# Појана Кристеј (Вранча)
Појана Кристеј (рум. Poiana Cristei) насеље је у Румунији у округу Вранча у општини Појана Кристеј. Oпштина се налази на надморској висини од 381 m.

## Становништво
Према подацима из 2002. године у насељу је живело 2778 становника, од којих су сви румунске националности.

### Хронологија
| Година       | 1992 | 1993 | 1994 | 1995 | 1996 | 1997 | 1998 | 1999 | 2000 | 2001 | 2002 | 2003 | 2004 | 2005 | 2006 | 2007 | 2008 | 2009 | 2010 | 2011 | 2012 | 2013 | 2014 | 2015 | 2016 | 2017 |
| ------------ | ---- | ---- | ---- | ---- | ---- | ---- | ---- | ---- | ---- | ---- | ---- | ---- | ---- | ---- | ---- | ---- | ---- | ---- | ---- | ---- | ---- | ---- | ---- | ---- | ---- | ---- |
| Становништво | 3415 | 3378 | 3342 | 3362 | 3313 | 3286 | 3254 | 3227 | 3230 | 3198 | 3155 | 3131 | 3089 | 3030 | 2987 | 2969 | 2927 | 2904 | 2867 | 2870 | 2844 | 2813 | 2806 | 2772 | 2775 | 2737 |